# Peugeot 508
O 508 é um modelo de porte médio-grande da Peugeot.
| Motorização  | Potência e torque | 0-100 km/h | Velocidade máxima |
| Puretech 180 | 182 cv, 250 Nm    | 7.9 segs   | 230 km/h          |
| Puretech 225 | 228 cv, 300 Nm    | 7.3 segs   | 250 km/h          |

Motores diesel/gasóleo
| Motorização  | Potência e torque | 0-100 km/h | Velocidade máxima |
| Blue HDi 130 | 133 cv, 300 Nm    | 10.0 segs  | 208 km/h          |
| Blue HDi 160 | 165 cv, 400 Nm    | 9.1 segs   | 230 km/h          |
| Blue HDi 180 | 180 cv, 400 Nm    | 8.3 segs   | 235 km/h          |

## Motores Híbridos e elétricos
O Hybrid 225 utiliza o motor 1.6 a gasolina com 182 cv e 300 Nm de binário, juntamente com um motor elétrico com 111 cv.  A potência combinada é de 228 cv e é entregue nas rodas dianteiras por meio de uma caixa de câmbio automática de oito velocidades.
Galeria.
- Primeira geração (2010-2018)
- Segunda geração (2019-presente)